# 1996年尼日政變
1996年尼日政變（1996 Nigerien coup d'état）是1996年1月27日發生在尼日尼亞美軍事政變。1996年尼日政變推翻尼日第一個民選總統馬哈曼·奧斯曼。陸軍參謀長易卜拉欣·巴雷·麥納薩拉以政治無序為由發動政變，奧斯曼和總理哈馬·阿馬杜、穆罕默杜·優素福等人被關押和軟禁，幾個士兵和總統親衛隊在戰鬥中被打死。易卜拉欣·巴雷·麥納薩拉成為國家元首。

## 後續
1999年4月9日，易卜拉欣·巴雷·麥納薩拉在首都尼亞美機場準備登上直升機的時候，被士兵槍殺，被稱為1999年尼日政變。